# Bělušice (tvrz)
Bělušice jsou hospodářský dvůr s pozůstatky tvrze ve stejnojmenné vesnici v okrese Most v Ústeckém kraji. Tvrz od čtrnáctého století sloužila jako vrchnostenské sídlo bělušických vladyků. Po nich se vystřídalo několik majitelů, až statek na začátku šestnáctého století získali Charváti z Barštejna a v sedmnáctém století Chotkové z Chotkova. Areál dvora je chráněn jako kulturní památka.

## Historie
První písemná zmínka o Bělušicích pochází z roku 1231. Tvrz byla poprvé zmíněna roku 1404. Založili ji potomci Víta z Bělušic, kteří vesnici vlastnili ve druhé polovině čtrnáctého století a z nichž byli v roce 1377 zmíněni Jindřich a Bozděch z Bělušic. Zda se sídlo jejich předchůdců nacházelo na stejném místě, není doloženo.
Jindřich z Bělušic byl poručníkem nezletilých dětí po Janovi z Chožova, ale zároveň loupil na silnicích. Král Václav IV. ho proto roku 1395 poručnictví zbavil a předal je Bozděchovi, který však v témže roce zemřel. Bělušice potom zdědil Jindřich z Chožova, který se začal psát „seděním na Bělušicích“, popř. používal přídomek z Bělušic, ale po roce 1408 bydlel v Chožově. V období let 1408–1421 Bělušice vlastnil Vchyna, který zemřel během husitských válek.
Další majitelé jsou neznámí. Teprve z roku 1454 pochází zmínka o Jiřím Hlavovi z Bělušic a jakémsi, tehdy už mrtvém, Pavlovi. V roce 1465 vesnice patřila Jiřímu z Truzenic. V roce 1523 byla tvrz centrem panství, které vlastnil Jan Charvát z Barštejna. Po něm je roku 1545 zdědil bratr Jiří, který zemřel roku 1547 a zanechal po sobě nezletilé děti. Jedním z nich byl Jan Charvát z Barštejna, který Bělušice roku 1566 prodal Janovi z Bílé, ale o čtyři roky později je koupil zpět. Další nebo snad tentýž Jan Charvát byl obviněn za účast na stavovském povstání v letech 1618–1620, ale roku 1623 byl osvobozen. Zemřel roku 1625 a statek připadl jeho dceři Alžbětě provdané za Karla Chotka z Chotkova. Jejich potomkům bělušický statek patřil až do pozemkové reformy v roce 1925.

## Stavební podoba
Starou gotickou tvrz v šestnáctém století nechali Charváti z Barštejna přestavět v renesančním slohu. Přízemní prostory měly valené klenby s lunetovými výsečemi nade dveřmi a okenními otvory. Ve druhé polovině sedmnáctého století provedli další úpravy Chotkové, po nichž klenby zůstaly jen ve třech místnostech. Ze zbytku stavby zůstaly jen obvodové zdi podepřené v nárožích mohutnými pilíři. Interiér poté sloužil jako chlév, zatímco v patře se skladovala píce. Původně měla budova valbovou střechu, ale valba byla na jedné straně stržena a nahrazena trojúhelníkovým štítem.

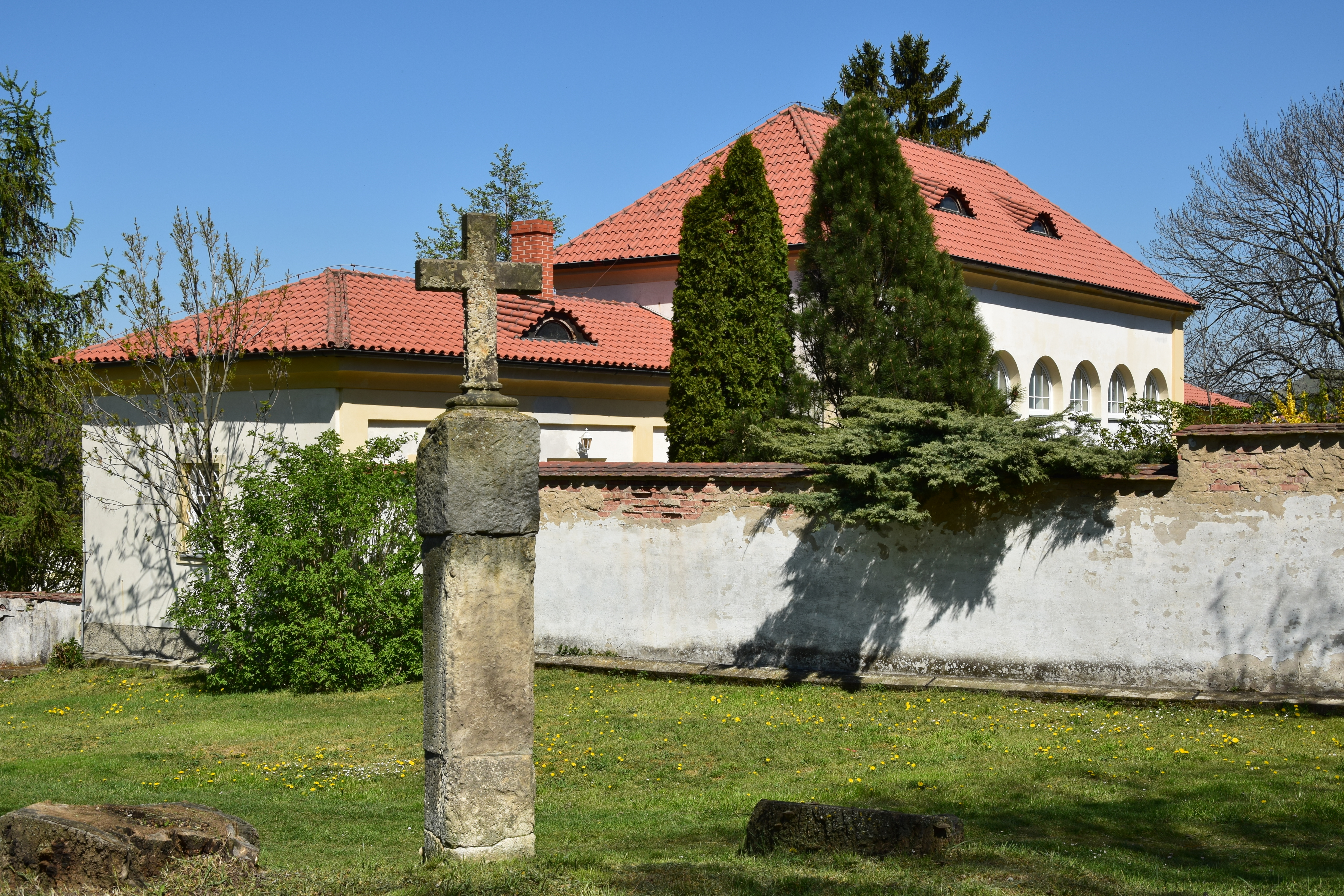
Ohradní zeď a sala terrena

Tvrz byla založena ve velkém poplužním dvoře. V něm se dochovaly provozní budovy (stodoly, dvoupatrová sýpka a další dvoupatrová hospodářská budova) z devatenáctého století. Pro hospodářské dvory je nezvyklá přítomnost barokní sala terreny vybudované po roce 1700. Má tři za sebou uspořádaná obdélná křídla, z nichž střední oproti bočním předstupuje o šířku osy jednoho okna. Její hlavní průčelí má sedm okenních os a nároží zdůrazněná lizénami. Interiér osvětlují velká francouzská okna a menší termální okna ve špaletě. Na severní straně jsou dva opěráky, mezi kterými se nachází zadní vstup. Také boční křídla mají fasády členěné lizénami a okna v šambránách.